# 張雁宜
張雁宜（英語：Cheung Ngan Yi，1993年4月27日—），前香港女子羽毛球運動員。畢業於德雅小學和拔萃女書院。

## 簡歷
2009年，年僅15歲的張雁宜在全港羽毛球錦標賽贏得高級組女單亞軍。兩年後，張雁宜在中五畢業後轉為職業運動員。香港羽毛球代表隊總教練何一鳴認為她的潛質和條件都不錯，技術層面亦很全面，但現時心理及根基仍有不足。
2013年2月，張雁宜出戰奧地利羽毛球國際挑戰賽，在女单準决赛以1比2（21-18、22-24、21-23）不敌赛会头号种子、保加利亚的佩蒂娅·内德尔奇娃。
2014年7月，張雁宜出戰美國羽毛球黃金大獎賽，在女单準决赛以0比2（16-21、18-21）不敌赛会3号种子、美国的张蓓雯。同年10月，她出战瑞士羽毛球國際賽，在女单準決賽以1比3（11-9、9-11、8-11、4-11）不敌印尼的哈娜·拉曼迪尼。
2015年2月，張雁宜出戰奧地利羽毛球公開賽，過程中先後擊敗三名種子球手，並在女單決賽以21-16、21-8擊敗保加利亞球手琳达·塞奇妮，首奪成年組國際賽冠軍。同年4月，她出战紐西蘭羽毛球黃金大獎賽，在女单準决赛以1比2（10-21、21-15、15-21）不敌日本的川上紗惠奈。同年8月，她參加印尼雅加達舉行的世界羽毛球錦標賽，出戰女子單打項目。她在首圈以2-0輕取愛沙尼亞選手卡蒂·托尔莫夫晉級，但在第二圈就以0比2（13-21、9-21）不敵2號種子、印度的塞娜·内维尔出局。
2016年10月，張雁宜出戰丹麥羽毛球首要超級賽，一路淘汰了中華台北的江美慧、泰国的布桑兰·恩布鲁庞以及日本的佐藤冴香；直到四强硬碰赛会5号种子、世界球后的戴資穎，鏖战三局以1比2（13-21、22-20、18-21）惜败于对手，这也是她首次闯进顶级超级赛最好佳绩。同年11月，她出战香港羽毛球超級賽，从首圈到八強，分别击败了越南的阮翠玲、泰国的妮查恩·金达蓬以及印度的塞娜·内维尔，直到四强相遇另一名印度名将的普萨拉·文卡塔·辛杜，直落两局以0比2（14-21、16-21）不敌对手，这也是她第二次打进超级赛四强最好成绩。
2017年8月，張雁宜參加蘇格蘭格拉斯哥舉行的世界羽毛球錦標賽，以13號種子身分出戰女子單打項目，故在首圈輪空。她在第二圈以2比1打敗俄羅斯的叶夫根尼娅·科泽茨卡亚晉級；但至第三圈面對4號種子、印度的普萨拉·文卡塔·辛杜時，就以1比2（21-19、21-23、17-21）敗給對手，16強止步。
2024年4月，張雁宜宣佈退役，結束14年之全職運動員生涯。

## 主要比賽成績
只列出曾進入準決賽的國際賽事成績：
| 年份   | 賽事                     | 公開賽級別 | 項目     | 成績   |
| ------ | ------------------------ | ---------- | -------- | ------ |
| 2013年 | 奧地利羽毛球國際挑戰賽   | 國際挑戰賽 | 女子單打 | 準決賽 |
| 2013年 | 東亞運動會羽毛球比賽     | 其他       | 女子團體 | 銅牌   |
| 2014年 | 美國羽毛球黃金大獎賽     | 黃金大獎賽 | 女子單打 | 準決賽 |
| 2014年 | 瑞士羽毛球國際賽         | 國際挑戰賽 | 女子單打 | 準決賽 |
| 2015年 | 奧地利羽毛球公開賽       | 國際挑戰賽 | 女子單打 | 冠軍   |
| 2015年 | 紐西蘭羽毛球黃金大獎賽   | 黃金大獎賽 | 女子單打 | 準決賽 |
| 2016年 | 丹麥羽毛球首要超級賽     | 首要超級賽 | 女子單打 | 準決賽 |
| 2016年 | 香港羽毛球超級賽         | 超級賽     | 女子單打 | 準決賽 |
| 2016年 | 澳門羽毛球黃金大獎賽     | 黃金大獎賽 | 女子單打 | 準決賽 |
| 2017年 | 馬來西亞羽毛球大師賽     | 黃金大獎賽 | 女子單打 | 準決賽 |
| 2017年 | 澳門羽毛球黃金大獎賽     | 黃金大獎賽 | 女子單打 | 準決賽 |
| 2018年 | 印度羽毛球公開賽         | 超級500賽  | 女子單打 | 準決賽 |
| 2018年 | 澳洲羽毛球公開賽         | 超級300賽  | 女子單打 | 準決賽 |
| 2018年 | 澳門羽毛球公開賽         | 超級300賽  | 女子單打 | 準決賽 |
| 2019年 | 亞洲羽毛球混合團體錦標賽 | 其他       | 混合團體 | 季軍   |

| 2007-2017年 | 首要超級賽 | 超級賽 | 黃金大獎賽 | 大獎賽 | 國際挑戰賽 | 國際系列賽 | 未來系列賽 | 其他 |

| 2018-2026年 | 總決賽 | 超級1000賽 | 超級750賽 | 超級500賽 | 超級300賽 | 超級100賽 | 國際挑戰賽 | 國際系列賽 | 未來系列賽 | 其他 |

### 奧運會和世錦賽參賽紀錄
|          | 2015 | 2016 | 2017 | 2018 | 2019 | 2020       | 2022 |
| -------- | ---- | ---- | ---- | ---- | ---- | ---------- | ---- |
| 女子單打 | 32強 | －   | 16強 | 32強 | 64強 | 小組第二名 | 64強 |

## 個人榮譽
- 香港傑出運動員選舉

「香港最具潛質運動員」（2011年）

## 外部連結
- 張雁宜的Facebook專頁
- 張雁宜的Instagram帳戶